# Urban Justice - Città violenta
Urban Justice - Città violenta (Urban Justice) è un film direct-to-video del 2007 diretto da Don E. FauntLeRoy, e interpretato da Steven Seagal e Eddie Griffin.

## Trama
L'ex agente dei servizi segreti Simon Ballister è alla ricerca dell'assassino di suo figlio Max, agente di polizia ucciso in un agguato da una pericolosa organizzazione criminale. Allora Simon Ballister si trasferisce nel quartiere malfamato dove lavorava il figlio ed inizia a combattere la violenza con la violenza.